# AcFun
AcFun은 2007년 6월 6일 개설된 중화인민공화국의 UCC 사이트다. 'AcFun' 이름의 유래는 'Anime Comic Fun'.
일본 니코니코 동화의 코멘트 기능을 최초로 중국에 도입한 곳이다.

## 관련 링크
- 빌리빌리